# Win Myin
Win Myin (barmsky ဝင်းမြင့်; * 8. listopadu 1951) je barmský právník, politik a od března 2018 do února 2021 prezident Myanmaru.

## Biografie
Myin studoval geologii a právo na Yangonské univerzitě.
V roce 1981 byl jako právník přijat k Ústavnímu soudu v Barmě.

### Politická kariéra
Myin se podílel na studentských protestech a povstání 8888 v roce 1988, a proto byl zatčen.
Krátce v roce 1990 a také od května 2012 do března 2018 byl členem sněmovny, v letech 2016 až 2018 jejím předsedou.

#### Prezident Myanmaru
Po rezignaci prezidenta Tchin Ťja byl Myin 30. března 2018 jako kandidát Národní ligy pro demokracii zvolen barmským parlamentem do funkce prezidenta.
Dne 1. února 2021 byl společně s Aun Schan Su Ťij zadržen pro údajnou manipulaci parlamentních voleb.